# Любавинське сільське поселення
Люба́винське сільське поселення (рос. Любавинское сельское поселение) — сільське поселення у складі Киринського району Забайкальського краю Росії.
Адміністративний центр та єдиний населений пункт — село Любов.

## Населення
Населення сільського поселення становить 656 осіб (2019; 737 у 2010, 951 у 2002).